# Elger Esser
Elger Esser (* 11. Mai 1967 in Stuttgart) ist ein deutscher Künstler. Sein Hauptmedium ist die Fotografie. Er zählt zu den wichtigen Vertretern der Düsseldorfer Fotoschule von Bernd und Hilla Becher.

## Kindheit und Jugend
Elger Esser ist der Sohn des deutschen Schriftstellers Manfred Esser und der französischen Fotografin Régine Esser. Seine Kindheit und Jugend verbrachte er ab seinem zweiten Lebensjahr in Rom. Der Vater hatte 1969 ein Stipendium der Villa Massimo erhalten und die Mutter arbeitete als Pressefotografin und Rom-Korrespondentin, unter anderem für den Spiegel. Sein Abitur machte er an der dortigen Deutschen Schule Rom.
1986 reiste Manfred Esser mit seinem Sohn nach Sizilien, zu den Dreharbeiten der Hölderlin-Verfilmung Der Tod des Empedokles von Jean-Marie Straub und Danièle Huillet. Seinen Reisebericht veröffentlichte er erstmals 1987 im Erzählband ICH-Geschichten unter dem Titel (via Europa).
1988 gab der in Urbino lehrende Soziologe Peter Kammerer in der Buchreihe LänderBilderLeseBuch des Elefanten Press Verlag den Sammelband Italien. Menschen Landschaften heraus. Neben Texten von Antonio Gramsci, F.T. Marinetti, Hermann Peter Piwitt, Pier Paolo Pasolini, Manfred Esser u. a. enthielt der Band Fotografien von Régine Esser, dem jungen Elger Esser und Giuseppe Morandi.
Von 1991 bis 1997 studierte Esser an der Kunstakademie Düsseldorf bei Bernd Becher Fotografie. Ab 1996 war er Meisterschüler und erhielt 1997 den Akademiebrief der Kunstakademie.
1998 erhielt Esser ein DAAD-Reisestipendium für Italien. Er reiste nach Kalabrien und hielt seine Eindrücke in einem Reisetagebuch und dokumentarischen Fotografien fest. Die Aufnahmen stellten Querverbindungen her zwischen seinem eigenen Text und dem Text seines Vaters von 1986. Die Reisebeschreibungen von Vater und Sohn erschienen, zusammen mit den Fotografien von Elger Esser, 2000 im Kehrer Verlag unter dem Titel Nach Italien.

## Werk
Zentrales Thema im Werk von Elger Esser ist die historische Landschaftsfotografie. Seine Motive findet er auf Reisen durch Frankreich, Schottland, Italien und die Niederlande. Mit seiner Bildsprache entfernt er sich vom dokumentarischen und sachlichen Arbeitsstil seines Akademielehrers Bernd Becher.
Von 2006 bis 2009 war er Professor an der Staatlichen Hochschule für Gestaltung in Karlsruhe im Fachbereich Medienkunst, 2008 war er Gastprofessor an der Folkwang-Schule Essen.
Elger Esser lebt und arbeitet in Düsseldorf.

## Sammlungen (Auswahl)
Werke von Elger Esser sind in bedeutenden Sammlungen vertreten:
- Metropolitan Museum of Art,[4] New York
- Solomon R. Guggenheim Collection,[5] New York
- Centre Pompidou,[6] Paris
- Stedelijk Museum,[7] Amsterdam
- Museum Moderner Kunst Stiftung Ludwig,[8] Wien
- Museum der Moderne Salzburg,[9] Salzburg

## Auszeichnungen
- 1998 Förderpreis für Bildende Kunst der Stadt Düsseldorf.
- 1998 DAAD-Reisestipendium „Italien“.
- 2010 Rheinischer Kunstpreis.
- 2016 Oskar-Schlemmer-Preis.

## Ausstellungen (Auswahl)
- 1995: Kulturbahnhof Eller, Düsseldorf
- 1997: Kunstverein Hagen, Hagen
- 1998: Kunstverein Siegen, Siegen
- 1999: Sonnabend Gallery, New York
- 2000: Galerie Rüdiger Schöttle (mit Candice Breitz), München
- 2003: Galerie Rüdiger Schöttle, München
- 2006: Galerie Rüdiger Schöttle, München
- 2008: Französische Landschaften 1990–2008, FO.KU.S – Foto Kunst Stadtforum, Innsbruck
- 2009: Eigenzeit, Kunstmuseum Stuttgart
- 2010: Museum voor Moderne Kunst, Arnhem[10]
- 2010: Galerie Rüdiger Schöttle, München
- 2011: Lichte Weite, LVR-LandesMuseum, Bonn
- 2012: Stille Wellen, Landesmuseum für Kunst und Kulturgeschichte Oldenburg[11]
- 2015: Ninfa, Galerie Rüdiger Schöttle, München
- 2016: zeitigen, Staatliche Kunsthalle Karlsruhe[12]
- 2017: Elger Esser – Aetas, Landesgalerie im Landesmuseum, Linz (Oberösterreich)[13]
- 2019: De Sérignant à Giverny, Tour46, Belfort, France[14]
- 2019: Morgenland, Fondation Fernet Branca, Saint-Louis, France
- 2020: Musée de la Mer, Ile Sainte Marguerite, Cannes, France
- 2024: Mémoire céleste, L’Abbaye de Mont-Saint-Michel, Normandie, France
- 2024: Die engen Wasser, Neue Galerie, Haus Beda, Bitburg[15]

## Publikationen (Auswahl)
- Peter Kammerer (Hrsg.): Italien. Menschen Landschaften. Elefanten Press Verlag, Berlin 1988, ISBN 3-88520-276-X.
- Elger Esser: Nach Italien. Texte von Manfred und Elger Esser, Fotografien von Elger Esser, Kehrer Verlag, Heidelberg 2000, ISBN 978-3-933257-20-8.
- Veduten und Landschaften 1996–2000. Schirmer/Mosel, München 2000, ISBN 978-3-88814-936-8.
- Cap d’Antifer-Etretat. Schirmer/Mosel, München 2002, ISBN 978-3-8296-0047-7.
- Ansichten / Views / Vues: Bilder aus einem Archiv. Pictures from the Archive 2004–2008. Schirmer/Mosel, München 2008, ISBN 978-3-8296-0357-7.
- Eigenzeit. Schirmer/Mosel, München 2009, ISBN 978-3-8296-0418-5.
- Elger Esser (ed.): Wrecks.  Author’s edition, Düsseldorf 2009.
- Nocturnes À Giverny. Schirmer/Mosel, München 2012, ISBN 978-3-8296-0578-6.
- Combray. Schirmer/Mosel, München 2016, ISBN 978-3-8296-0751-3.
- Morgenland. Schirmer/Mosel, München 2017, ISBN 978-3-8296-0797-1.
- Christiane Schaufler-Münch, Barbara Bergmann, Svenja Frank (Hrsg.): Lichtempfindlich. Zeitgenössische Fotografie aus der Sammlung Schaufler, Kehrer Verlag, Heidelberg 2018, ISBN 978-3-86828-814-8.
- Uwe Schröder, Thomas Schmitz, Franziska Kramer, Anja Neuefeind (Hrsg.): Orte der Farbe. Zur chromatischen Stimmung von Räumen der Architektur. Verlag der Buchhandlung Walther König, Köln 2019, ISBN 978-3-96098-524-2 mit Beiträgen von Detlef Beer, Peter Bialobrzeski, Elger Esser, Markus Grob, Léon Krier, Johannes Kühl, Alexander Markschies, Wolfgang Meisenheimer, Michael Mönninger, Rolf Sachsse, Matthias Sauerbruch, Manfred Speidel und Katrin Trautwein
- Mont-Saint-Michel. Schirmer/Mosel, München 2024, ISBN 978-3-8296-0974-6.
- Ute Bopp-Schumacher und Dr.-Hanns-Simon-Stiftung Bitburg: Elger Esser. Die engen Wasser. Kerber Verlag, Bielefeld 2024, ISBN 978-3-7356-1005-8.

## Film
- Elger Esser. Gespräch mit Video-Einspielungen, Frankreich, Deutschland, 2013, 43 Min., Moderation: Anja Höfer, Produktion: arte France, Redaktion: Square, Erstsendung: 17. März 2013 bei arte, Interview und Video-Ausschnitte von arte.

## Lexikalischer Eintrag
- Hans-Michael Koetzle: Fotografen A–Z. Taschen Verlag, Köln 2015, ISBN 978-3-8365-5433-6.